# Colton (Kalifornia)
Colton város az USA Kalifornia államában, San Bernardino megyében. Lakosainak száma 53 909 fő (2020. április 1.).

## Népesség
A település népességének változása:

| 2010 | 52 154 |
| 2020 | 53 909 |